# Bambule (Album)
Bambule ist das zweite Studioalbum der Hamburger Hip-Hop-Gruppe Absolute Beginner. Es erschien am 10. November 1998 über die Labels Buback und Universal Music.

## Produktion
Das Album wurde von April bis August 1998 in den Turtle Bay Studios aufgenommen und von den Absoluten Beginnern in Zusammenarbeit mit dem Musikproduzenten Matthias Arfmann produziert.

## Covergestaltung
Das Albumcover zeigt ein Foto der drei Bandmitglieder Denyo, Jan Delay und DJ Mad, die auf einem Metallgerüst stehen bzw. sitzen. Alle drei tragen dunkle Kleidung und schwarze Sonnenbrillen.

## Gastbeiträge
Auf drei Liedern des Albums sind neben den Absoluten Beginnern andere Künstler zu hören. So ist der Song Nie nett eine Kollaboration mit den Rappern Das Bo und Ferris MC, während der Hamburger Rapper Samy Deluxe auf Füchse vertreten ist. Außerdem hat der Rapper David P. bei Mikro in der Hand einen Gastauftritt. Bei Rock On und Geh bitte ist noch Platin Martin vertreten, welcher kurz vor Erscheinen des Albums die Gruppe verlassen hatte.

## Titelliste
| #  | Titel             | Gastmusiker          | Länge |
| -- | ----------------- | -------------------- | ----- |
| 1  | Das Boot          |                      | 4:09  |
| 2  | Hammerhart        |                      | 3:23  |
| 3  | Rock On           | Platin Martin        | 4:17  |
| 4  | Liebes Lied       |                      | 4:12  |
| 5  | Füchse            | Samy Deluxe          | 4:34  |
| 6  | Fahr’n            |                      | 4:14  |
| 7  | Showmaster        |                      | 4:15  |
| 8  | Geht was          |                      | 3:51  |
| 9  | Geh bitte         | Platin Martin        | 5:01  |
| 10 | Nie nett          | Das Bo und Ferris MC | 4:52  |
| 11 | Mikro in der Hand | David P.             | 4:17  |
| 12 | Nicht allein      |                      | 4:06  |

## Chartplatzierungen und Singles
Bambule stieg am 23. November des Jahres 1998 auf Platz 28 in die deutschen Albumcharts ein und erreichte mit Rang 15 am 19. April 1999 die vorläufige Höchstposition. Erst nach der Veröffentlichung des zugehörigen Remixalbums Boombule (die Verkäufe beider Alben werden zusammen gewertet) erreichte der Tonträger am 26. Juni 2000 den Spitzenplatz 12. Insgesamt hielt sich das Album 65 Wochen in den deutschen Top 100. In Österreich erreichte Bambule Rang 14 und konnte sich zehn Wochen in den Charts halten, während es in der Schweiz die Charts zunächst verpasste, bevor es im September 2016 Platz 93 erreichte.
Als Singles wurden die Lieder Rock On, Liebes Lied (DE #11), Hammerhart (DE #38) und Füchse (DE #69) ausgekoppelt.

## Verkaufszahlen und Auszeichnungen
Für mehr als 250.000 verkaufte Exemplare erhielt Bambule im Jahr 2000 in Deutschland eine Goldene Schallplatte und war bis zur Veröffentlichung von Ahnma die kommerziell erfolgreichste Veröffentlichung der Rapgruppe.

## Rezeption
| Professionelle Bewertungen | Professionelle Bewertungen |
| -------------------------- | -------------------------- |
| Kritiken                   |                            |
| Quelle                     | Bewertung                  |
| laut.de                    | [ 6 ]                      |
| laut.de (2016)             | [ 7 ]                      |
| Juice                      | [ 8 ]                      |

Die Internetseite laut.de bewertete das Album mit fünf von möglichen fünf Punkten und hob vor allem die Single Liebes Lied hervor:

„Die Absoluten Beginner beweisen mit einem grandiosen Album, sowohl musikalisch als auch rotzfrech reim- und raptechnisch, daß die Hamburger Rap-Schule Elitequalität besitzt. Die Texte handeln von fetten Beats, Styles und einem so überzogenen Selbstbild, daß man einfach nicht umhin kommt, ihnen dieses tatsächlich abzukaufen. […] Die Musik, die Stimmen, die Melodien der Refrains, die Beats und die kleinen Spielereien sind’s, die dem Ganzen dann letztlich den Schliff für eine Sensation verleihen: Deutlich (gewollte) hypnotisierende Wirkung hat das ‚Liebes Lied‘, vorab als Single erschienen, das da schreit ‚Kauf’ mich‘ und trotzdem oder gerade deswegen oder was-weiß-ich wundervoll liebenswert ist.“

In der 100. Ausgabe der Juice wurde das Album rückwirkend mit sechs von sechs Kronen bewertet. Laut.de gab Bambule in seiner Rubrik Meilensteine im Jahr 2016 mittels einer ausführlicheren Bewertung nochmals fünf von fünf Punkte.